# Фучеджи, Дмитрий Васильевич
Дмитрий Васильевич Фучеджи (укр. Дмитро Васильович Фучеджі; род. 30 октября 1956, Червоноармейское, Одесская область) — украинский государственный деятель, бывший заместитель начальника Главного управления МВД Украины в Одесской области, начальник милиции общественной безопасности. Отстранён по подозрению в сотрудничестве с пророссийскими сепаратистами во время событий 2 мая 2014 года в Одессе. Объявлен в розыск МВД Украины. 7 мая 2014 года бежал за границу, в Приднестровье, а затем — в Россию, где и скрывается от следствия.

## Биография
Родился 30 октября 1956 года в селе Червоноармейское (ныне Кубей) Болградского района Одесской области.
С 1974 по 1976 год служил в Советской армии.
В органах внутренних дел с декабря 1976 года. Начинал службу милиционером 2-го разряда отдела внутренних дел Болградского райисполкома УВД Одесского облисполкома.
В 1981 году окончил Горьковскую высшую школу МВД СССР по специальности «правоведение». После этого работал инспектором, старшим инспектором и начальником отделения по борьбе с хищениями социалистической собственности отдела внутренних дел Килийского райисполкома УВД Одесского облисполкома.
С июня 1987 по июль 1989 года занимал должность заместителя начальника отдела внутренних дел Кодымского УВД Одесского облисполкома.
С июля 1989 по сентябрь 1996 года — начальник отдела внутренних дел Балтского райисполкома УВД Одесского облисполкома.
С июля 1996 по июнь 1998 года возглавлял Белгород-Днестровский городской отдел Управления МВД Украины в Одесской области.
С июня по ноябрь 1998 года исполнял обязанности заместителя начальника управления — начальника милиции общественной безопасности Управления МВД Украины в Одесской области.
1999—2001 годы — заместитель начальника управления — начальника милиции общественной безопасности Управления МВД Украины в Одесской области.
С февраля 2003 года — заместитель начальника по мобилизационной работе штаба пожаротушения управления пожарной безопасности Управления МВД Украины в Одесской области и заместитель начальника штаба пожаротушения управления пожарной безопасности в Одесской области МЧС Украины.
С января 2004 по апрель 2005 года — первый заместитель начальника Главного управления МЧС Украины в Одесской области.
С апреля 2005 по июнь 2006 года — заместитель начальника ГУМВД Украины в Одесской области — начальник милиции общественной безопасности.
В июне 2008 года назначен на должность заместителя начальника Главного управления МВД Украины в Одесской области — начальника милиции общественной безопасности.
С 3 по 6 мая 2014 года — исполняющий обязанности начальника областного УВД.
Негативно относился к Евромайдану и поддерживал пророссийские движения в Одессе .
Во время событий 2 мая 2014 года Фучеджи лично был в центре Одессы, где происходили массовые беспорядки. Очевидцы утверждают, что правоохранители под руководством Фучеджи не пытались предотвратить столкновения между сторонниками Евромайдана и Антимайдана. На глазах правоохранителей некоторые участники столкновений использовали огнестрельное оружие, но милиция не реагировала. По словам некоторых свидетелей, перед началом беспорядков Фучеджи лично общался с группой антимайдановцев с красным скотчем на рукавах. Камеры запечатлели момент, где Фучеджи стоял за спиной антимайдановца, вооружённого револьвером и не предпринял никаких попыток остановить его. В какой-то момент Фучеджи получил пулевое ранение в руку. Покинул место событий в фургоне скорой помощи после многочисленных требований врача. Интересно, что в этой же машине уехал активист Антимайдана Виталий Будько-«Боцман», который ранее стрелял в проукраинских активистов из автомата АКСУ. Вследствие чего возникла версия, что между ними был сговор с целью дать Боцману возможность скрыться от следствия.

4 мая 2014 года Фучеджи, исполнявший обязанности начальника ГУНП, отпустил задержанных во время беспорядков 2 мая. 6 мая он был отстранён от должности и задержан сотрудниками прокуратуры. В отношении него открыли уголовное производство. Суд отправил Фучеджи под домашний арест. 7 мая Фучеджи покинул территорию Украины. Тогда появилась информация, что он скрывается в Приднестровье. Его брат является начальником полиции Тирасполя.
После бегства в конце мая 2014 Фучеджи дал интервью российскому телеканалу НТВ, в котором назвал главными виновным в трагедии 2 мая секретаря СНБО Андрея Парубия и губернатора Владимира Немировского. Кроме того, Фучеджи утверждал, что он один из всего руководства одесской милиции был 2 мая не в кабинете, а на улице с людьми и пытался остановить насилие, вел переговоры, пытался примирить конфликтующие стороны.
Летом 2017 года в СМИ появилась информация о том, что Фучеджи получил гражданство России.
5 мая 2021 года вместе с коммунистом Алексеем Албу выступил перед Советом безопасности ООН в рамках т. н. «заседания по формуле Аррии», где также излагал свою версию событий 2 мая в Одессе.
В апреле 2023 года Приморский райсуд Одессы заочно приговорил Фучеджи к 15 годам лишения свободы, лишил его права занимать должности в правоохранительных органах сроком на 3 года, обязал уплатить штраф и лишил звания «полковника милиции».

## Награды
Награждён многими ведомственными наградами, среди которых: «Закон и честь», «За отличие в службе» II и I степеней, «Знак почета», «За безопасность народа» II степени, «Крест славы», «За безупречную службу» III степени.
Присвоено почётное звание Заслуженный юрист Украины.